# For sale, baby shoes, never worn
«For sale, baby shoes, never worn» (с англ. — «Продаются детские ботиночки, неношеные») — рассказ из шести (в английском оригинале) слов, часто приводимый как пример англоязычной малой прозы. Лаконичный текст намекает, что ботинки остались не ношенными, потому что ребёнок умер.
Рассказ приписывается американскому писателю Эрнесту Хемингуэю, но точное авторство неизвестно. Легенда о происхождении рассказа звучит следующим образом: Хемингуэй, поспорив в ресторане с другими писателями, что сможет написать рассказ всего из шести слов, написал на салфетке «For sale: baby shoes, never worn» — и выиграл по 10 долларов от каждого.

## История
Согласно данным сайта QuoteInvestigator, фразы, близкие к тексту рассказа, появлялись задолго до начала литературной деятельности Хемингуэя, родившегося в 1899 году. Так, 16 мая 1910 года в журнале The Spokane Press (Спокан, штат Вашингтон) вышла статья под названием Tragedy of Baby’s Death is Revealed in Sale of Clothes (с англ. — «Трагедия смерти ребёнка раскрыта при продаже его одежды»).
В 1917 году Уильям Р. Кейн (англ. William R. Kane) разместил в номере журнала The Editor идею рассказа об убитой горем матери, потерявшей ребёнка, и предложил заголовок Little Shoes, Never Worn (с англ. — «Ботиночки, неношеные»). При этом в его версии рассказа ботинки не проданы, а подарены, что должно дать некоторое утешение матери — хотя бы другой ребёнок извлечёт из них пользу.
В июле 1921 года в журнале Judge была опубликована версия с детской коляской вместо ботинок: рассказчик сообщает, что связался с продавцами для выражения соболезнования и узнал, что причиной продажи стало рождение близнецов вместо одного ребёнка.
В 1991 году появляется первое упоминание авторства Хемингуэя, умершего в 1961 году: в книге «Get Published! Get Produced!: A Literary Agent’s Tips on How to Sell Your Writing» (с англ. — «Опубликуйся! Опубликуйся! Советы от литературного агента по продаже произведений»). Автор, Питер Миллер (англ. Peter Miller), пишет, что историю ему поведал «известный агент по синдикации» в 1974 году.
В 1992 году американским фантастом Артуром Кларком в письме канадскому юмористу Джону Коломбо была изложена современная версия рассказа — вместе с уточнением про 10 долларов.
В 1996 году связь рассказа с Хемингуэем была популяризована пьесой Papa (с англ. — «Папа») Джона ДеГрота (англ. John deGroot), в которой персонаж использует эту фразу, чтобы показать лаконичность Хемингуэя.